# Lista de versões brasileiras de canções estrangeiras
Lista de músicas para as quais foram criadas versões brasileiras. As versões utilizam a mesma melodia da música original, mas utilizam letras diferentes, podendo tanto serem traduções que tentam ser fiéis ao sentido da música original como não terem ligação nenhuma de significado.
Esta lista não inclui versões criadas pelo mesmo artista ou empresa para atingir mercados internacionais, como músicas em português de filmes infantis. Também não inclui paródias e regravações no mesmo idioma.

## Lista
| Título BR                                                      | Artista BR                                               | Lançamento BR | Título                                                                            | Artista                                          | Lançamento | Fonte               |
| -------------------------------------------------------------- | -------------------------------------------------------- | ------------- | --------------------------------------------------------------------------------- | ------------------------------------------------ | ---------- | ------------------- |
| 15 Minutos                                                     | Conde do Forró                                           | 2015          | A Thousand Years                                                                  | Christina Perri                                  | 2011       | [carece de fontes?] |
| 16 Toneladas                                                   | Noriel Vilela                                            | 1971          | Sixteen Tons                                                                      | Tennessee Ernie Ford                             | 1955       | [carece de fontes?] |
| Abcdefu                                                        | TINN e Ariah                                             | 2022          | Abcdefu                                                                           | Gayle                                            | 2021       | [carece de fontes?] |
| A Casa de Irene                                                | Agnaldo Timóteo                                          | 1965          | A casa d'Irene                                                                    | Nico Fidenco                                     | 1964       | [carece de fontes?] |
| A Casa do Sol Nascente                                         | Agnaldo Timóteo                                          | 1965          | The House of the Rising Sun                                                       | The Animals                                      | 1964       | [carece de fontes?] |
| A Dor Desse Amor                                               | KLB                                                      | 2000          | A Puro Dolor                                                                      | Son By Four                                      | 2000       | [ 1 ]               |
| A Garota de Ontem                                              | Zezé Di Camargo & Luciano com KLB                        | 2008          | The Girl From Yesterday                                                           | Eagles                                           | 1994       | [carece de fontes?] |
| A Gente Não Consegue Se Amar                                   | Gian & Giovani                                           | 2003          | Amazed                                                                            | Lonestar                                         | 1999       | [carece de fontes?] |
| Aleluia                                                        | Gabriela Rocha                                           | 2010          | Hallelujah                                                                        | Leonard Cohen                                    | 1984       | [carece de fontes?] |
| Aline                                                          | João Mineiro & Marciano                                  | 1988          | Aline                                                                             | Christophe                                       | 1965       | [carece de fontes?] |
| A Minha Fantasia                                               | Só pra Contrariar                                        | 2003          | It Ain't Over Till It's Over                                                      | Lenny Kravitz                                    | 1991       | [ 2 ]               |
| A Minha História                                               | José Augusto                                             | 1996          | Le Mie Storie Tra Le Dita                                                         | Gianluca Grignani                                | 1994       | [carece de fontes?] |
| A Minha Vida                                                   | Chitãozinho & Xororó                                     | 1992          | My Way                                                                            | Frank Sinatra                                    | 1969       | [carece de fontes?] |
| A Mulher em Mim                                                | Roberta Miranda                                          | 1997          | The Woman in Me                                                                   | Shania Twain                                     | 1995       | [carece de fontes?] |
| Anjo                                                           | Yahoo                                                    | 1989          | Angel                                                                             | Aerosmith                                        | 1987       | [carece de fontes?] |
| Antes de Ir                                                    | Taty Pink e Romeu                                        | 2021          | Before You Go                                                                     | Lewis Capaldi                                    | 2019       | [carece de fontes?] |
| A Paz                                                          | Roupa Nova                                               | 2007          | Heal the World                                                                    | Michael Jackson                                  | 1991       | [carece de fontes?] |
| À Sua Maneira                                                  | Capital Inicial                                          | 2002          | De Música Ligera                                                                  | Soda Stereo                                      | 1990       | [carece de fontes?] |
| Agora                                                          | Bruno & Marrone                                          | 2014          | Ahora                                                                             | Alberto Plaza                                    | 2003       | [carece de fontes?] |
| Amanhã É Distante                                              | Geraldo Azevedo                                          | 1985          | Tomorrow Is A Long Time                                                           | Bob Dylan                                        | 1963       | [carece de fontes?] |
| Amigos Para Sempre                                             | Jane e Herondy                                           | 1994          | Amigos Para Siempre (Friends For Life)                                            | Sarah Brightman & José Carreras                  | 1992       | [carece de fontes?] |
| Aquele Olhar                                                   | LS Jack                                                  | 2003          | Over My Shoulder                                                                  | Mike and The Mechanics                           | 1995       | [carece de fontes?] |
| Assalto Perigoso                                               | Melody                                                   | 2021          | Positions                                                                         | Ariana Grande                                    | 2020       | [ 3 ]               |
| Astronauta de Mármore                                          | Nenhum de Nós                                            | 1989          | Starman                                                                           | David Bowie                                      | 1972       | [ 4 ] [ 5 ]         |
| Azul                                                           | Guilherme & Santiago e Edson & Hudson                    | 2002          | Azul                                                                              | Cristian Castro                                  | 2001       | [ 6 ]               |
| Baby Eu Tava na Rua da Água                                    | TR, MC Menor e RV & Tropa da W&S                         | 2023          | I'm Good (Blue)                                                                   | David Guetta & Bebe Rexha                        | 2022       | [ 7 ]               |
| Back in Black                                                  | Detonautas                                               | 2011          | Back in Black                                                                     | AC/DC                                            | 1980       | [carece de fontes?] |
| Baile dos Passarinhos                                          | Gugu Liberato                                            | 1989          | Chicken Dance                                                                     | Werner Thomas                                    | 1950       | [carece de fontes?] |
| Balada De John E Yoko                                          | The Fevers                                               | 1969          | Ballad Of John And Yoko                                                           | The Beatles                                      | 1969       | [carece de fontes?] |
| Balada De John E Yoko                                          | Titãs                                                    | 1984          | Ballad Of John And Yoko                                                           | The Beatles                                      | 1969       | [carece de fontes?] |
| Banho de Lua                                                   | Celly Campello                                           | 1960          | Tintarella di Luna                                                                | Mina                                             | 1959       | [carece de fontes?] |
| Barbie de Chapéu                                               | Melody e Paula Guilherme                                 | 2023          | Barbie Girl                                                                       | Aqua                                             | 1997       | [ 8 ]               |
| Batendo na Porta do Céu                                        | Zé Ramalho                                               | 1997          | Knockin' on Heaven's Door                                                         | Bob Dylan                                        | 1973       | [ 2 ]               |
| Bem Que Se Quis                                                | Marisa Monte                                             | 1989          | E Po' Che Fa                                                                      | Pino Daniele                                     | 1982       | [ 1 ]               |
| Benções Que Não Têm Fim                                        | Isadora Pompeo                                           | 2023          | Counting My Blessings                                                             | Seph Schlueter                                   | 2023       | [ 9 ]               |
| Biquíni de Bolinha Amarelinha                                  | Ronnie Cord                                              | 1964          | Itsy Bitsy Teenie Weenie Yellow Polkadot Bikini                                   | Brian Hyland                                     | 1960       | [carece de fontes?] |
| Blá, Blá, Blá                                                  | Aviões do Forró                                          | 2005          | Torn                                                                              | Natalie Imbruglia                                | 1997       | [carece de fontes?] |
| Borbulhas de Amor                                              | Fagner                                                   | 1991          | Burbujas de Amor                                                                  | Juan Luis Guerra                                 | 1990       | [ 1 ]               |
| Cambalache                                                     | Raul Seixas                                              | 1987          | Cambalache                                                                        | Enrique Santos Discépolo                         | 1934       | [carece de fontes?] |
| Catedral                                                       | Zélia Duncan                                             | 1994          | Cathedral Song                                                                    | Tanita Tikaram                                   | 1989       | [ 1 ]               |
| Cenas de Ciúmes                                                | Supla                                                    | 2004          | I Ran (So Far Away)                                                               | A Flock of Seagulls                              | 1982       | [carece de fontes?] |
| Choram as Rosas                                                | Bruno & Marrone                                          | 2005          | Lloran las Rosas                                                                  | Cristian Castro                                  | 1997       | [ 6 ]               |
| Chorando se Foi                                                | Kaoma                                                    | 1989          | Llorando se fue                                                                   | Los Kjarkas                                      | 1981       | [ 1 ]               |
| Chovendo Estrelas                                              | Guilherme & Santiago                                     | 2004          | Lloviendo Estrellas                                                               | Cristian Castro                                  | 2001       | [ 6 ]               |
| Coisinha Estúpida                                              | Leno & Lílian                                            | 1967          | Somethin' Stupid                                                                  | Frank Sinatra                                    | 1967       | [carece de fontes?] |
| Completamente Apaixonados                                      | Marcelo Augusto                                          | 1994          | Completamente Enamorados                                                          | Eros Ramazotti                                   | 1986       | [carece de fontes?] |
| Com Você                                                       | Sandy & Junior                                           | 1994          | I'll Be There                                                                     | The Jackson 5                                    | 1970       | [carece de fontes?] |
| Como Eu Te Amo                                                 | Sandy & Junior                                           | 1997          | I Will Always Love You                                                            | Whitney Houston                                  | 1992       | [carece de fontes?] |
| Como Um Flash                                                  | Sandy & Junior                                           | 1996          | Flashdance... What a Feeling                                                      | Irene Cara                                       | 1983       | [carece de fontes?] |
| Daqui pra Sempre                                               | Manu Bahtidão e Simone Mendes                            | 2023          | Tattoo                                                                            | Loreen                                           | 2023       | [ 10 ]              |
| De Leve                                                        | Lulu Santos                                              | 1982          | Get Back                                                                          | The Beatles                                      | 1970       | [carece de fontes?] |
| Despedida de Solteiro                                          | Latino                                                   | 2012          | Gangnam Style                                                                     | Psy                                              | 2012       | [carece de fontes?] |
| Deixaria Tudo                                                  | Leonardo                                                 | 2000          | Dejaria Todo                                                                      | Chayanne                                         | 1998       | [ 11 ]              |
| Deixo A Voz Me Levar                                           | Leandro Lopes                                            | 2006          | What's Left of Me                                                                 | Nick Lachey                                      | 2006       | [carece de fontes?] |
| Diana                                                          | Carlos Gonzaga                                           | 1958          | Diana                                                                             | Paul Anka                                        | 1958       | [carece de fontes?] |
| Dias Iguais                                                    | Luiza Possi                                              | 2002          | How Do Ya Feel Tonight                                                            | Bryan Adams                                      | 1998       | [carece de fontes?] |
| Diz pra Mim                                                    | Gusttavo Lima                                            | 2013          | Just Give Me a Reason                                                             | Pink & Nate Ruess                                | 2012       | [ 2 ]               |
| Dominique                                                      | Giane                                                    | 1964          | Dominique                                                                         | Jeanine Deckers                                  | 1963       | [carece de fontes?] |
| É Assim Que Te Amo                                             | Chitãozinho & Xororó                                     | 1990          | The Air That I Breathe                                                            | The Hollies                                      | 1974       | [carece de fontes?] |
| É Isso Aí                                                      | Ana Carolina, Seu Jorge                                  | 2005          | The Blower's Daughter                                                             | Damien Rice                                      | 2001       | [ 1 ]               |
| É Por Você Que Canto                                           | João Viola                                               | 1984          | The Sounds of Silence                                                             | Simon & Garfunkel                                | 1965       | [ 2 ]               |
| Ela Não Está Aqui                                              | KLB                                                      | 2000          | I'd Love You To Want Me                                                           | Lobo                                             | 1972       | [carece de fontes?] |
| Ela é da Bagaceira                                             | Romim Mahta, Felipe Amorim, DJ Guuga                     | 2022          | Pepas                                                                             | Farruko                                          | 2021       | [carece de fontes?] |
| Elas Gostam de Gasolina                                        | Anderson & Véi da Pisadinha                              | 2020          | Gasolina                                                                          | Daddy Yankee                                     | 2004       | [carece de fontes?] |
| Ele                                                            | José Augusto                                             | 1986          | ¿Y cómo es él?                                                                    | José Luis Perales                                | 1982       | [carece de fontes?] |
| Em Cada Sonho (O Amor Feito Flecha)                            | Sandy & Junior                                           | 1998          | My Heart Will Go On                                                               | Céline Dion                                      | 1997       | [carece de fontes?] |
| Então É Natal                                                  | Simone                                                   | 1995          | Happy Xmas (War Is Over)                                                          | John Lennon                                      | 1971       | [carece de fontes?] |
| Então se Joga                                                  | Henrique Costa                                           | 2013          | Psycho Killer                                                                     | Talking Heads                                    | 1977       | [ 2 ]               |
| Entre a Serpente e a Estrela                                   | Zé Ramalho                                               | 1992          | Amarillo By Morning                                                               | George Strait                                    | 1982       | [carece de fontes?] |
| Era Um Garoto Que Como Eu Amava os Beatles e os Rolling Stones | Os Incríveis                                             | 1967          | C'era un ragazzo che come me amava i Beatles e i Rolling Stones/Se perdo anche te | Gianni Morandi                                   | 1966       | [carece de fontes?] |
| Erva Venenosa                                                  | Rita Lee                                                 | 2000          | Poison Ivy                                                                        | The Coasters                                     | 1959       | [carece de fontes?] |
| É Seu Amor que Eu Quero                                        | Calcinha Preta                                           | 1998          | I Want to Know What Love Is                                                       | Foreigner                                        | 1984       | [ 2 ]               |
| Esqueça                                                        | Roberto Carlos                                           | 1966          | Forget Him                                                                        | Bobby Rydell                                     | 1963       | [carece de fontes?] |
| Essa Noite Foi Maravilhosa                                     | Leandro & Leonardo                                       | 1992          | Wonderful Tonight                                                                 | Eric Clapton                                     | 1977       | [carece de fontes?] |
| Estou Apaixonado                                               | João Paulo & Daniel                                      | 1996          | Estoy Enamorado                                                                   | Donato y Estefano                                | 1995       | [ 2 ]               |
| Estúpido Cupido                                                | Celly Campello                                           | 1959          | Stupid Cupid                                                                      | Connie Francis                                   | 1959       | [carece de fontes?] |
| Etc... e Tal                                                   | Sandy & Junior                                           | 1996          | Any Man of Mine                                                                   | Shania Twain                                     | 1995       | [carece de fontes?] |
| Eu Faço Boquete                                                | Danny Bond                                               | 2024          | Feeling Myself                                                                    | Nicki Minaj e Beyoncé                            | 2014       | [ 12 ]              |
| Eu Juro                                                        | Leandro & Leonardo                                       | 1995          | I Swear                                                                           | John Michael Montgomery                          | 1993       | [ 2 ]               |
| Eu Nasci Há 10 Mil Anos Atrás                                  | Raul Seixas                                              | 1976          | I Was Born About Ten Thousand Years Ago                                           | Elvis Presley                                    | 1972       | [carece de fontes?] |
| Eu Quero Fugir                                                 | Rouge                                                    | 2003          | Runaway                                                                           | The Corrs                                        | 1995       | [ 13 ]              |
| Eu Quero Só Você                                               | Jorge & Mateus                                           | 2011          | Be with You                                                                       | Akon                                             | 2008       | [carece de fontes?] |
| Eu Sei Que Te Perdi                                            | Leonardo                                                 | 2003          | Sexed Up                                                                          | Robbie Williams                                  | 2002       | [ 14 ]              |
| Eu só penso em Você                                            | Jerry Adriani                                            | 1990          | Always On My Mind                                                                 | Elvis Presley                                    | 1972       | [carece de fontes?] |
| Eu Sou Stefhany                                                | Stefhany                                                 | 2009          | A Thousand Miles                                                                  | Vanessa Carlton                                  | 2002       | [ 2 ]               |
| Eu Te Amo                                                      | Zezé Di Camargo & Luciano                                | 1991          | And I Love Her                                                                    | The Beatles                                      | 1964       | [carece de fontes?] |
| Eu Te Amo                                                      | Filipe Catto                                             | 2013          | And I Love Her                                                                    | The Beatles                                      | 1964       | [carece de fontes?] |
| Eu Vou Seguir                                                  | Marina Elali                                             | 2007          | Reach                                                                             | Gloria Estefan                                   | 1996       | [ 2 ]               |
| Eva                                                            | Rádio Táxi                                               | 1981          | Eva                                                                               | Umberto Tozzi                                    | 1982       | [ 1 ]               |
| Eva Meu Amor                                                   | Alexandre Pires                                          | 2005          | Everytime You Go Away                                                             | Paul Young                                       | 1985       | [carece de fontes?] |
| Faço Chover                                                    | Calcinha Preta                                           | 2012          | It Will Rain                                                                      | Bruno Mars                                       | 2011       | [carece de fontes?] |
| Fake Amor                                                      | Melody                                                   | 2021          | Faking Love                                                                       | Anitta feat Saweetie                             | 2021       | [ 15 ]              |
| Fascinação                                                     | Elis Regina                                              | 1976          | Fascination                                                                       | Nat King Cole                                    | 1957       | [carece de fontes?] |
| Faz de Conta                                                   | José Augusto                                             | 1983          | L'Italiano                                                                        | Toto Cutugno                                     | 1983       | [carece de fontes?] |
| Feche Os Olhos                                                 | Renato e Seus Blue Caps                                  | 1965          | All My Loving                                                                     | The Beatles                                      | 1963       | [carece de fontes?] |
| Felicidade                                                     | Fábio Jr.                                                | 1988          | Gente di mare                                                                     | Umberto Tozzi                                    | 1987       | [carece de fontes?] |
| Fernando                                                       | Perla                                                    | 1978          | Fernando                                                                          | ABBA                                             | 1976       | [carece de fontes?] |
| Festa Louca                                                    | Edson & Hudson                                           | 1997          | Mi Vida Loca (My Crazy Life)                                                      | Pam Tillis                                       | 1995       | [carece de fontes?] |
| Festa No Apê                                                   | Latino                                                   | 2004          | Dragostea din tei                                                                 | O-Zone                                           | 2002       | [carece de fontes?] |
| Foi Você Quem Trouxe                                           | Edson & Hudson                                           | 2009          | I Wanna Know What Love Is                                                         | Foreigner                                        | 1984       | [carece de fontes?] |
| Galopeira                                                      | Chitãozinho & Xororó                                     | 1970          | Galopera                                                                          | Mauricio Cardozo Ocampo                          | 1958       | [carece de fontes?] |
| Hey Joe                                                        | O Rappa                                                  | 1996          | Hey Joe                                                                           | Jimi Hendrix                                     | 1965       | [ 1 ]               |
| Hey Jude                                                       | Kiko Zambianchi                                          | 1989          | Hey Jude                                                                          | The Beatles                                      | 1968       | [carece de fontes?] |
| História de Amor                                               | Maysa                                                    | 1970          | (Where Do I Begin?) Love Story                                                    | Andy Williams                                    | 1970       | [carece de fontes?] |
| Hoje à Noite                                                   | Calcinha Preta                                           | 2004          | Alone                                                                             | Heart                                            | 1987       | [carece de fontes?] |
| Hoje a Noite Não Tem Luar                                      | Legião Urbana                                            | 1992          | Hoy Me Voy Para Mexico                                                            | Menudos                                          | 1986       | [carece de fontes?] |
| Imortal                                                        | Sandy & Junior                                           | 1999          | Immortality                                                                       | Celine Dion                                      | 1998       | [carece de fontes?] |
| Índia                                                          | Cascatinha & Inhana                                      | 1955          | Índia                                                                             | José Asunción Flores                             | 1944       | [carece de fontes?] |
| Inesquecível                                                   | Sandy & Junior                                           | 1997          | Incancellabile                                                                    | Laura Pausini                                    | 1996       | [carece de fontes?] |
| Já Não Sei Mais Nada                                           | Bruno & Marrone                                          | 2011          | Yo No Sé Mañana                                                                   | Luis Enrique                                     | 2009       | [carece de fontes?] |
| Jeito Sexy                                                     | Fat Family                                               | 1998          | Shy Guy                                                                           | Diana King                                       | 1995       | [carece de fontes?] |
| Johnny B. Goode                                                | Cidade Negra                                             | 2002          | Johnny B. Goode                                                                   | Chuck Berry                                      | 1959       | [carece de fontes?] |
| Joquim                                                         | Vitor Ramil                                              | 1987          | Joey                                                                              | Bob Dylan                                        | 1976       | [ 4 ]               |
| Juntos                                                         | Paula Fernandes e Luan Santana                           | 2019          | Shallow                                                                           | Lady Gaga & Bradley Cooper                       | 2018       | [carece de fontes?] |
| Juro Que Não Vou Mais Chorar                                   | José Augusto                                             | 1996          | No Voy a Volver a Llorar                                                          | Sergio Dalma                                     | 1995       | [carece de fontes?] |
| Linda                                                          | Robério e Seus Teclados                                  | 2002          | Wind Of Change                                                                    | Scorpions                                        | 1990       | [carece de fontes?] |
| Lobo Mau                                                       | Roberto Carlos                                           | 1965          | The Wanderer                                                                      | Dion                                             | 1961       | [ 1 ]               |
| Lourinha Bom Bril                                              | Os Paralamas do Sucesso                                  | 1996          | Parate Y Mira                                                                     | Los Pericos                                      | 1994       | [ 1 ]               |
| Louca Por Ti                                                   | Calcinha Preta                                           | 2000          | Dust in the Wind                                                                  | Kansas                                           | 1977       | [carece de fontes?] |
| Love Love                                                      | Melody e Naldo Benny                                     | 2023          | Kiss Kiss                                                                         | Chris Brown                                      | 2007       | [ 16 ]              |
| Mamma Maria                                                    | Grafite                                                  | 1984          | Mamma Maria                                                                       | Ricchi e Poveri                                  | 1983       | [carece de fontes?] |
| Marvin                                                         | Titãs                                                    | 1988          | Patches (Chairmen of the Board song)                                              | Ron Dunbar, General Johnson                      | 1970       | [ 1 ]               |
| Mais Uma Vez                                                   | Placa Luminosa                                           | 2006          | Just to See Her                                                                   | Smokey Robinson                                  | 1987       | [carece de fontes?] |
| Me Beije Mais                                                  | Edson & Hudson                                           | 2019          | Perfect                                                                           | Ed Sheeran                                       | 2017       | [carece de fontes?] |
| Me Esqueci De Viver                                            | Julio Iglesias                                           | 1981          | J'ai Oublié De Vivre                                                              | Johnny Hallyday                                  | 1977       | [carece de fontes?] |
| Menina Linda                                                   | Renato e Seus Blue Caps                                  | 1965          | I Should Have Known Better                                                        | The Beatles                                      | 1964       | [carece de fontes?] |
| Mentiu Pra Mim                                                 | Danny Bond feat Chau do Pife                             | 2022          | Somebody's Watching Me                                                            | Rockwell feat Jermaine Jackson & Michael Jackson | 1984       | [carece de fontes?] |
| Meu Bem                                                        | Ronnie Von                                               | 1966          | Girl                                                                              | The Beatles                                      | 1965       | [carece de fontes?] |
| Meu Mel                                                        | Markinhos Moura                                          | 1987          | Music                                                                             | F. R. David                                      | 1982       | [carece de fontes?] |
| Meu primeiro Amor                                              | Cascatinha & Inhana                                      | 1950          | Lejania                                                                           | Hermínio Gimenez                                 | 1937       | [carece de fontes?] |
| Meu Sangue Ferve Por Você                                      | Sidney Magal                                             | 1977          | Mélancholie                                                                       | Sheila                                           | 1973       | [ 1 ]               |
| Mil Vezes Cantarei                                             | Rick & Renner                                            | 1998          | Una y Mil Veces                                                                   | Cristian Castro                                  | 1996       | [carece de fontes?] |
| Minha Vida é o Rock n' Roll                                    | Made in Brazil                                           | 1980          | Old Time Rock n' Roll                                                             | Bob Seger & the Silver Bullets Band              | 1978       | [carece de fontes?] |
| Mississippi                                                    | Jayne                                                    | 1996          | Mississippi                                                                       | Pussycat                                         | 1976       | [carece de fontes?] |
| Mordida de Amor                                                | Yahoo                                                    | 1988          | Love Bites                                                                        | Def Leppard                                      | 1988       | [ 1 ]               |
| Na Hora de Amar                                                | Cleiton & Camargo                                        | 1998          | Spending My Time                                                                  | Roxette                                          | 1991       | [carece de fontes?] |
| Nada Me Faz Esquecer                                           | Pepê & Neném                                             | 2000          | Wild World                                                                        | Mr. Big                                          | 1993       | [carece de fontes?] |
| Não Chore Mais                                                 | Gilberto Gil                                             | 1979          | No Woman No Cry                                                                   | Bob Marley                                       | 1976       | [carece de fontes?] |
| Não Quero Mais Andar Na Contra Mão                             | Raul Seixas                                              | 1988          | No No Song                                                                        | Hoyt Axton                                       | 1974       | [carece de fontes?] |
| Não Se Vá                                                      | Jane e Herondy                                           | 1976          | Tu T’en Vas                                                                       | Alain Barrière, Noëlle Cordier                   | 1975       | [ 1 ]               |
| Não Sei o Que Fazer Comigo                                     | Vespas Mandarinas                                        | 2013          | Ya No Sé Que Hacer Conmigo                                                        | El Cuarteto de Nos                               | 2006       | [carece de fontes?] |
| Não Te Esquecerei                                              | Renato e Seus Blue Caps                                  | 1966          | California Dreamin'                                                               | The Mamas & The Papas                            | 1965       | [carece de fontes?] |
| Não Ter                                                        | Sandy & Junior                                           | 1997          | Non C'è                                                                           | Laura Pausini                                    | 1994       | [carece de fontes?] |
| Não Vou Te Deixar                                              | Gaby Amarantos                                           | 2022          | I Don't Want to Get Hurt                                                          | Roxette                                          | 1995       | [ 17 ]              |
| Na Rebolada                                                    | Os Quebradeiros, DJ Zullu, Machadez, Mousik & Thamirys   | 2022          | Havana                                                                            | Camila Cabello feat Young Thug                   | 2017       | [carece de fontes?] |
| Nascemos Pra Cantar                                            | Chitãozinho & Xororó                                     | 1992          | Shambala                                                                          | Three Dog Night                                  | 1973       | [carece de fontes?] |
| Não Vale Mais Chorar Por Ele                                   | Bonde do Maluco                                          | 2011          | Don't Matter                                                                      | Akon                                             | 2009       | [carece de fontes?] |
| Negro Amor                                                     | Gal Costa                                                | 1977          | It's All Over Now Baby Blue                                                       | Bob Dylan                                        | 1965       | [carece de fontes?] |
| Negro Gato                                                     | Roberto Carlos                                           | 1966          | Three Cool Cats                                                                   | The Coasters                                     | 1958       | [carece de fontes?] |
| No Fundo Do Coração                                            | Sandy & Junior                                           | 1998          | Truly Madly Deeply                                                                | Savage Garden                                    | 1997       | [carece de fontes?] |
| O Amor e o Poder                                               | Rosanah Fienngo                                          | 1987          | The Power of Love                                                                 | Jennifer Rush                                    | 1984       | [ 1 ]               |
| O Calhambeque                                                  | Roberto Carlos                                           | 1964          | Road Hog                                                                          | John D. Loudermilk                               | 1962       | [carece de fontes?] |
| O Carpinteiro                                                  | Ronnie Von                                               | 1967          | If I Were a Carpenter                                                             | Bobby Darin                                      | 1966       | [carece de fontes?] |
| Oceanos (Onde Meus Pés Podem Falhar)                           | Ana Nóbrega                                              | 2015          | Oceans (Where Feet May Fail)                                                      | Hillsong United                                  | 2013       | [carece de fontes?] |
| O Mais Importante é o Verdadeiro Amor                          | Márcio Greyck                                            | 1972          | Tanta voglia di Lei                                                               | Pooh                                             | 1971       | [carece de fontes?] |
| O Melhor de Mim                                                | Gusttavo Lima                                            | 2014          | All of Me                                                                         | John Legend                                      | 2013       | [carece de fontes?] |
| Ontem                                                          | Agnaldo Timóteo                                          | 1966          | Yesterday                                                                         | The Beatles                                      | 1965       | [carece de fontes?] |
| O Quanto Eu Te Quero                                           | João Mineiro & Marciano                                  | 1988          | Lo mucho que te Quiero                                                            | Rene & Rene                                      | 1968       | [carece de fontes?] |
| O Ritmo da Chuva                                               | Demétrius                                                | 1964          | Rhythm of the Rain                                                                | The Cascades                                     | 1962       | [carece de fontes?] |
| O Twist                                                        | Carlos Gonzaga                                           | 1961          | The Twist                                                                         | Chubby Checker                                   | 1960       | [carece de fontes?] |
| Oh! Carol                                                      | Carlos Gonzaga                                           | 1960          | Oh! Carol                                                                         | Neil Sedaka                                      | 1959       | [carece de fontes?] |
| Oh Quão Lindo Esse Nome É                                      | Hillsong em Português                                    | 2018          | What a Beautiful Name                                                             | Hillsong Worship                                 | 2017       | [carece de fontes?] |
| Os Verdes Campos da Minha Terra                                | Agnaldo Timóteo                                          | 1967          | Green Green Grass Of Home                                                         | Johnny Cash                                      | 1965       | [carece de fontes?] |
| Ousado Amor                                                    | Isaias Saad                                              | 2018          | Reckless Love                                                                     | Cory Asbury                                      | 2018       | [carece de fontes?] |
| Parabéns a Você                                                | Bertha Celeste Homem de Mello                            | 1942          | Happy Birthday to You                                                             | Mildred J. Hill & Patty Hill                     | 1893       | [carece de fontes?] |
| Pare o Casamento                                               | Wanderléa                                                | 1966          | Stop The Wedding                                                                  | The Charmettes                                   | 1966       | [carece de fontes?] |
| Passageiro                                                     | Capital Inicial                                          | 1991          | The Passenger                                                                     | Iggy Pop                                         | 1977       | [ 1 ]               |
| Pata Pata                                                      | Daúde                                                    | 1997          | Pata Pata                                                                         | Miriam Makeba                                    | 1967       | [carece de fontes?] |
| Pede Pra Eu Ficar                                              | Pabllo Vittar                                            | 2024          | Listen to Your Heart                                                              | Roxette                                          | 1988       | [ 11 ]              |
| Pensando Em Você                                               | Maurício Manieri                                         | 1999          | Shining Star                                                                      | The Manhattans                                   | 1980       | [carece de fontes?] |
| Pequena Raimunda                                               | Raimundos                                                | 1997          | Ramona                                                                            | Ramones                                          | 1977       | [carece de fontes?] |
| Pequenina                                                      | Perla                                                    | 1979          | Chiquitita                                                                        | ABBA                                             | 1978       | [carece de fontes?] |
| Perfeito                                                       | Lady Lu                                                  | 2018          | Perfect                                                                           | Ed Sheeram                                       | 2017       | [carece de fontes?] |
| Planeta de Cores                                               | Forrozão Tropykália                                      | 2004          | Ascolta Il Tuo Cuore                                                              | Laura Pausini                                    | 1997       | [ 18 ]              |
| Pobre Menina                                                   | Leno & Lílian                                            | 1966          | Hang on Sloopy                                                                    | The McCoys                                       | 1965       | [carece de fontes?] |
| Poeira no Vento                                                | Chrystian & Ralf                                         | 1999          | Dust in the Wind                                                                  | Kansas                                           | 1977       | [carece de fontes?] |
| Pombinha Branca                                                | Perla                                                    | 1976          | Paloma Blanca                                                                     | George Baker                                     | 1975       | [carece de fontes?] |
| Por Um Minuto                                                  | Bruno & Marrone                                          | 2000          | Por Un Minuto                                                                     | Sergio Dalma                                     | 1996       | [carece de fontes?] |
| Porque Brigamos                                                | Diana                                                    | 1972          | I Am... I Said                                                                    | Neil Diamond                                     | 1971       | [carece de fontes?] |
| Porque Tocou Meu Coração                                       | Calcinha Preta                                           | 2006          | Because I'm A Girl                                                                | Kiss (Banda K-Pop)                               | 2001       | [ 2 ]               |
| Por que te amo?                                                | Calcinha Preta                                           | 2004          | Pride (In the Name of Love)                                                       | U2                                               | 1984       | [ 2 ]               |
| Por Te Amar Assim                                              | Marlon & Maicon                                          | 2001          | Por Amarte Así                                                                    | Cristian Castro                                  | 1999       | [ 6 ]               |
| Por Te Amar Demais                                             | Charles & Pierre                                         | 1994          | Sailing                                                                           | Rod Stewart                                      | 1975       | [carece de fontes?] |
| Pra Curar Essa Dor                                             | Fernanda Takai e Samuel Rosa                             | 2014          | Heal The Pain                                                                     | George Michael                                   | 1990       | [ 5 ]               |
| Pra Dançar Isso Aqui É (Bomba)                                 | Braga Boys                                               | 2000          | La Bomba                                                                          | Azul Azul                                        | 1998       | [carece de fontes?] |
| Pra Ficar Comigo                                               | Ira!                                                     | 2004          | Train in Vain                                                                     | The Clash                                        | 1979       | [carece de fontes?] |
| Pra Onde For, Me Leve                                          | Fat Family                                               | 1998          | Make You Happy                                                                    | Céline Dion                                      | 1996       | [carece de fontes?] |
| Pra Onde Você For                                              | Pedro & Thiago                                           | 2003          | Wherever You Will Go                                                              | The Calling                                      | 2001       | [carece de fontes?] |
| Pra Sempre                                                     | Yahoo                                                    | 2006          | Forever                                                                           | Kiss                                             | 1989       | [carece de fontes?] |
| Pra Sempre Vou Te Amar                                         | Robinson Monteiro                                        | 2001          | Forever by Your Side                                                              | The Manhattans                                   | 1983       | [carece de fontes?] |
| Pra Você Eu Digo Sim                                           | Rita Lee                                                 | 2001          | If I Fell                                                                         | The Beatles                                      | 1964       | [carece de fontes?] |
| Preciso de Você Agora                                          | Marlon & Maicon                                          | 2012          | Need You Now                                                                      | Lady A (Lady Antebellum)                         | 2009       | [carece de fontes?] |
| Preste Atenção                                                 | Wanderley Cardoso                                        | 1965          | Fais Attention                                                                    | Cristine Nerac                                   | 1964       | [carece de fontes?] |
| Prikito                                                        | Danny Bond                                               | 2017          | Wiggle                                                                            | Jason Derulo feat Snoop Dogg                     | 2014       | [carece de fontes?] |
| Primeiro Amor                                                  | Angélica                                                 | 1988          | If                                                                                | Bread                                            | 1971       | [carece de fontes?] |
| Primeiro Amor                                                  | Sandy & Junior                                           | 1993          | First Love                                                                        | Nikka Costa                                      | 1983       | [carece de fontes?] |
| Pronto pra Te Amar                                             | Luiz Cláudio                                             | 2011          | Talking to the Moon                                                               | Bruno Mars                                       | 2010       | [carece de fontes?] |
| Pura Emoção                                                    | Chitãozinho & Xororó                                     | 1998          | Achy Breaky Heart                                                                 | Billy Ray Cyrus                                  | 1992       | [carece de fontes?] |
| Qualquer Jeito                                                 | Kátia                                                    | 1987          | It Should Have Been Easy                                                          | Bob McDill                                       | 1981       | [ 1 ]               |
| Quando me Enamoro                                              | Perla                                                    | 1978          | Quando M'Innamoro                                                                 | Gigliola Cinquetti                               | 1968       | [carece de fontes?] |
| Quando um Grande Amor se Faz                                   | Cleiton & Camargo                                        | 1997          | Cantare é d'amore                                                                 | Amedeo Minghi                                    | 1996       | [ 2 ]               |
| Quando Você Passa                                              | Sandy & Junior                                           | 2001          | Turu Turu                                                                         | Francesco Boccia & Giada Caliendo                | 2001       | [carece de fontes?] |
| Quatro Semanas de Amor                                         | Luan e Vanessa                                           | 1990          | Sealed with a Kiss                                                                | The Four Voices                                  | 1960       | [carece de fontes?] |
| Quente e Gostosa                                               | Made in Brazil                                           | 1985          | Whole Lotta Rosie                                                                 | AC/DC                                            | 1977       | [carece de fontes?] |
| Quem de Nós Dois                                               | Ana Carolina                                             | 2002          | La mia storia tra le dita                                                         | Gianluca Grignani                                | 1995       | [ 1 ]               |
| Que Mal Te Fiz Eu                                              | Gusttavo Lima                                            | 2014          | Que Mal Te Fiz Eu (Diz-Me)                                                        | Leandro (Cantor Português)                       | 2008       | [carece de fontes?] |
| Querem Meu Sangue                                              | Titãs                                                    | 1984          | The Harder They Come                                                              | Jimmy Cliff                                      | 1972       | [carece de fontes?] |
| Quis Fazer Você Feliz                                          | Angélica e Roupa Nova                                    | 1992          | If I Fell                                                                         | The Beatles                                      | 1964       | [carece de fontes?] |
| Ragatanga                                                      | Rouge                                                    | 2002          | The Ketchup Song (Aserejé)                                                        | Las Ketchup                                      | 1999       | [carece de fontes?] |
| Rainha do Jacintinho (Ai Meu Deus)                             | Danny Bond                                               | 2024          | Anaconda                                                                          | Nicki Minaj                                      | 2014       | [ 19 ]              |
| Refletindo Sobre a Vida                                        | Os Carbonos                                              | 1970          | Reflections Of My Life                                                            | Marmalade                                        | 1969       | [carece de fontes?] |
| Romance no Deserto                                             | Fagner                                                   | 1987          | Romance in Durango                                                                | Bob Dylan                                        | 1976       | [carece de fontes?] |
| São Amores                                                     | Forró do Muído                                           | 2007          | Son de Amores                                                                     | Andy & Lucas                                     | 2001       | [ 20 ]              |
| Saudade e Solidão                                              | Vitor Fernandes                                          | 2021          | Another Day in Paradise                                                           | Phil Collins                                     | 1989       | [carece de fontes?] |
| Se a Gente se Entender                                         | Angélica                                                 | 2001          | Linger                                                                            | The Cranberries                                  | 1993       | [ 2 ]               |
| Se Enamora                                                     | Turma do Balão Mágico                                    | 1984          | È L’Amore                                                                         | Loris Salzano e Monica Martelli                  | 1982       | [carece de fontes?] |
| Se Quiser                                                      | Tânia Mara                                               | 2006          | Anytime                                                                           | Kelly Clarkson                                   | 2003       | [carece de fontes?] |
| Sem Ti                                                         | Manu Bahtidão                                            | 2021          | Easy On Me                                                                        | Adele                                            | 2021       | [carece de fontes?] |
| Solange                                                        | Leo Jaime                                                | 1985          | So Lonely                                                                         | The Police                                       | 1978       | [ 2 ]               |
| Sônia                                                          | Leo Jaime                                                | 1983          | Sunny                                                                             | Boney M                                          | 1976       | [carece de fontes?] |
| Só Você Sabe Ligar o Meu Motor                                 | Made in Brazil                                           | 1991          | Bang a Gong (Get It On)                                                           | T. Rex                                           | 1971       | [carece de fontes?] |
| Sou a Barbie Girl                                              | Kelly Key                                                | 2005          | Barbie Girl                                                                       | Aqua                                             | 1997       | [carece de fontes?] |
| Soul De Verão                                                  | Sandra Sá                                                | 1996          | Fame                                                                              | Irene Cara                                       | 1980       | [carece de fontes?] |
| Splish Splash                                                  | Roberto Carlos                                           | 1963          | Splish Splash                                                                     | Bobby Darin                                      | 1958       | [carece de fontes?] |
| Sufocado                                                       | Zezé Di Camargo & Luciano                                | 2002          | Drowning                                                                          | Backstreet Boys                                  | 2001       | [ 2 ]               |
| Superfantástico                                                | Turma do Balão Mágico e Djavan                           | 1983          | Superfantástico                                                                   | Enrique y Ana                                    | 1982       | [carece de fontes?] |
| Tanto                                                          | Skank                                                    | 1992          | I Want You                                                                        | Bob Dylan                                        | 1966       | [ 2 ]               |
| Te Amo                                                         | Byafra                                                   | 1989          | Te Amo                                                                            | Franco De Vita                                   | 1988       | [carece de fontes?] |
| Te Amo, Que Mais Posso Dizer?                                  | Ovelha                                                   | 1981          | More Than I Can Say                                                               | Leo Sayer                                        | 1980       | [carece de fontes?] |
| Te Amo Cada Vez Mais                                           | João Paulo & Daniel                                      | 1997          | To Love You More                                                                  | Celine Dion                                      | 1995       | [carece de fontes?] |
| Te Quero pra Mim                                               | Edson & Hudson                                           | 1997          | It Matters to Me                                                                  | Faith Hill                                       | 1995       | [carece de fontes?] |
| Tempos De Prazer                                               | Gretchen                                                 | 1995          | Sweet Dreams                                                                      | La Bouche                                        | 1994       | [ 13 ]              |
| Ternura                                                        | Wanderléa                                                | 1977          | Somehow it Got to be Tomorrow Today                                               | Pat Woodell                                      | 1965       | [carece de fontes?] |
| Tô Ligado Em Você                                              | Sandy & Junior                                           | 1993          | You're The One That I Want                                                        | John Travolta & Olivia Newton-John               | 1978       | [carece de fontes?] |
| Tô Ligando                                                     | Rasta Chinela                                            | 2004          | A Little Respect                                                                  | Erasure                                          | 1988       | [carece de fontes?] |
| Trac-Trac                                                      | Os Paralamas do Sucesso                                  | 1991          | Track Track                                                                       | Fito Paez                                        | 1987       | [carece de fontes?] |
| Trava na Pose, Chama no Zoom, Dá um Close                      | DJ Patrick Muniz & DJ Olliver part. MC Topre e MC Rennan | 2021          | Prayer In C (Robin Schulz Remix)                                                  | Lilly Wood and the Prick                         | 2014       | [carece de fontes?] |
| Traz o B                                                       | Danny Bond                                               | 2020          | Money Bag                                                                         | Cardi B                                          | 2018       | [ 21 ]              |
| Tudo por Nada                                                  | Paulo Ricardo                                            | 1997          | My Heart Can't Tell You No                                                        | Rod Stewart                                      | 1988       | [carece de fontes?] |
| Tudo Porque Você Mentiu                                        | Ludmilla                                                 | 2019          | My Everything                                                                     | Ariana Grande                                    | 2014       | [carece de fontes?] |
| Tudo Que Se Quer                                               | Verônica Sabino e Emílio Santiago                        | 1989          | All I Ask of You                                                                  | Patrick Wilson & Emmy Rossum                     | 1986       | [carece de fontes?] |
| Uma Vida a Mais                                                | As Patroas                                               | 2021          | Listen to Your Heart                                                              | Roxette                                          | 1988       | [carece de fontes?] |
| Um Anjo                                                        | KLB                                                      | 2005          | Angels                                                                            | Robbie Williams                                  | 1997       | [carece de fontes?] |
| Um Homem Quando Ama                                            | Chitãozinho & Xororó                                     | 1995          | Have You Ever Really Loved a Woman?                                               | Bryan Adams                                      | 1995       | [carece de fontes?] |
| Um Mundo Só Pra Nós                                            | Gáz                                                      | 1988          | Eye in the Sky                                                                    | The Alan Parsons Project                         | 1982       | [carece de fontes?] |
| Um Por Cento                                                   | Menos é Mais & Anitta                                    | 2024          | Un X100to                                                                         | Grupo Frontera feat Bad Bunny                    | 2023       | [ 22 ]              |
| Um Sonho a Mais                                                | Jayne                                                    | 1998          | Un-Break My Heart                                                                 | Toni Braxton                                     | 1996       | [ 2 ]               |
| Vai Ser Por Nós Dois                                           | KLB                                                      | 2015          | For Whom The Bell Tolls                                                           | Bee Gees                                         | 1993       | [carece de fontes?] |
| Veste O Uniforme                                               | Rumbora                                                  | 2001          | Born To Be Alive                                                                  | Patrick Hernandez                                | 1979       | [ 13 ]              |
| Vem De Uma Vez                                                 | KLB                                                      | 2003          | I Knew I Loved You                                                                | Savage Garden                                    | 1999       | [carece de fontes?] |
| Você Ainda Pode Sonhar                                         | Raulzito e os Panteras                                   | 1968          | Lucy in the Sky with Diamonds                                                     | The Beatles                                      | 1967       | [carece de fontes?] |
| Você É Desejo E Eu Sou Paixão                                  | Leandro & Leonardo                                       | 1996          | Right Here Waiting                                                                | Richard Marx                                     | 1989       | [carece de fontes?] |
| Você Mudou                                                     | Cristiano Araújo                                         | 2012          | Making Love Out of Nothing at All                                                 | Air Supply                                       | 1983       | [carece de fontes?] |
| Vou de Táxi                                                    | Angélica                                                 | 1988          | Joe le taxi                                                                       | Vanessa Paradis                                  | 1987       | [ 1 ]               |
| Vou Deixar Ele Ir                                              | Aviões do Forró                                          | 2016          | Chandelier                                                                        | Sia                                              | 2014       | [ 2 ]               |
| Vou Deixar Rolar                                               | Gustavo Moura & Rafael                                   | 2012          | Someone Like You                                                                  | Adele                                            | 2011       | [carece de fontes?] |
| Xanadu                                                         | Juanita                                                  | 1981          | Xanadu                                                                            | Olivia Newton-John                               | 1980       | [carece de fontes?] |